# سینئوس هلث
سینئوس هلث (انگلیسی: Syneos Health) شرکت داروسازی آمریکایی است، که در سالر۱۹۸۴ تأسیس شد.